# Извештај из села Завој (филм)
Извештај из села Завој је југословенски документарни филм из 1963. године, по сценарију и у режији Крсте Шканата.

## Синопсис
Приказ драматичних пролећних дана 1963. године када је река Височица услед одроњавања брда поплавила село Завој. Пожртвованост и солидарност људи у спасавању настрадалих и савладавању стихије.